# ТЕС Кастельйон
ТЕС Кастельйон – теплова електростанція на сході Іспанії. 
Майданчик почав роботу конденсаційна електростанція, що в 1972 та 1973 роках отримала два блоки з паровими турбінами потужністю по 540 МВт. 
В 2002 році ввели в дію парогазовий блок комбінованого циклу потужністю 782 МВт, в якому дві газові турбіни потужністю по 265 МВт живить через відповідну кількість котлів-утилізаторів одну парову турбіну з показником 265 МВт. 
В 2008-му став до ладу ще один парогазовий блок комбінованого циклу потужністю 839 МВт, в якому дві газові турбіни потужністю по 285 МВт живить через відповідну кількість котлів-утилізаторів одну парову турбіну з показником 285 МВт. 
Поява сучасних генеруючих потужностей дозволила в 2008-му вивести з експлуатації конденсаційні блоки.
Конденсаційні блоки ТЕС використовували мазут. Парогазові блоки споживають природний газ, який може надходити до регіону по трубопроводу Тівісса – Валенсія.
Для видалення продуктів згоряння конденсаційні блоки №1 та №2 мали димарі заввишки по 150 метрів, які наразі вже демонтовані.
Для охолодження використовують морську воду.
Видача продукції відбувається по ЛЕП, що працює під напругою 400 кВ.